# Persone di nome Alexandra
| Questa pagina contiene informazioni ricavate automaticamente dalle voci biografiche con l'ausilio del template Bio e di un bot. L'aggiornamento è periodico e automatico e ricostruisce completamente la pagina. Se manca una persona in questa lista, sei pregato di non aggiungerla, ma accertati piuttosto che la sua voce biografica contenga il template Bio e che i dati anagrafici siano correttamente compilati. Se il template Bio manca, inseriscilo tu stesso o, in alternativa, metti l'avviso {{tmp\|Bio}} che ne segnala la mancanza. Se i dati riportati sono sbagliati, correggi direttamente la voce biografica; le modifiche saranno visibili in questa lista entro pochi giorni. Per chiarimenti vedi il progetto antroponimi. La lista contiene solo le 188 persone che sono citate nell'enciclopedia e per le quali è stato implementato correttamente il template Bio. Pagina aggiornata al 6 ago 2025. |

Questa è una lista di persone presenti nell'enciclopedia che hanno il nome Alexandra, suddivise per attività principale.

## Allenatrici di calcio(1)
- Alexandra Szarvas, allenatrice di calcio e ex calciatrice ungherese (Budapest, n. 1992)

## Antropologhe(1)
- Alexandra Szalay, antropologa australiana

## Attiviste(1)
- Alexandra Wong, attivista cinese (Hong Kong, n. 1956)

## Attrici(43)
- Alexandra Adi, attrice statunitense (New York, n. 1971)
- Sasha Barrese, attrice statunitense (Maui, n. 1981)
- Alexandra Bastedo, attrice britannica (Hove, n. 1946 - Worthing, † 2014)
- Alexandra Beaton, attrice e ballerina canadese (Ontario, n. 1994)
- Alexandra Billings, attrice e attivista statunitense (Schaumburg, n. 1962)
- Alexandra Borbély, attrice slovacca (Nitra, n. 1986)
- Alexandra Breckenridge, attrice statunitense (Bridgeport, n. 1982)
- Alexandra Cassavetes, attrice, regista e sceneggiatrice statunitense (Los Angeles, n. 1965)
- Alexandra Chando, attrice statunitense (Bethlehem, n. 1986)
- Ali Cobrin, attrice statunitense (Chicago, n. 1989)
- Alexandra Coppinger, attrice australiana (Melbourne, n. 1996)
- Alexandra Daddario, attrice statunitense (New York, n. 1986)
- Alexandra Delli Colli, attrice cinematografica italiana (n. 1957)
- Alexandra Dinu, attrice rumena (Bucarest, n. 1981)
- Alexandra Dowling, attrice britannica (Falmouth, n. 1990)
- Alex Essoe, attrice canadese (Dhahran, n. 1992)
- Alexandra Gonin, attrice, ballerina e insegnante francese (Parigi, n. 1967)
- Alexandra Gončarova, attrice russa (n. 1888 - † 1964)
- Alexandra Hay, attrice e modella statunitense (Los Angeles, n. 1947 - Los Angeles, † 1993)
- Alexandra Hedison, attrice e regista statunitense (Los Angeles, n. 1969)
- Alexandra Holden, attrice statunitense (Northfield, n. 1977)
- Alex Hook, attrice statunitense (Toronto, n. 2001)
- Alexandra Jensen, attrice australiana (New South Wales, n. 2000)
- Alexandra Jiménez, attrice spagnola (Saragozza, n. 1980)
- Alex Kingston, attrice britannica (Epsom, n. 1963)
- Alix Koromzay, attrice statunitense (Washington, n. 1969)
- Alexandra Krosney, attrice statunitense (Los Angeles, n. 1988)
- Alexandra Lamy, attrice francese (Villecresnes, n. 1971)
- Alexandra Maria Lara, attrice rumena (Bucarest, n. 1978)
- Alexandra Masangkay, attrice, cantante e ballerina spagnola (Barcellona, n. 1992)
- Alexandra Neldel, attrice e doppiatrice tedesca (Berlino, n. 1976)
- Alexandra Park, attrice australiana (Sydney, n. 1989)
- Alexandra Paul, attrice, attivista e ex modella statunitense (New York, n. 1963)
- Alexandra Pomales, attrice e ballerina statunitense (Indiana, n. 1995)
- Alexandra Rapaport, attrice cinematografica, attrice teatrale e attrice televisiva svedese (Stoccolma, n. 1971)
- Alexandra Rebikova, attrice russa (San Pietroburgo, n. 1896 - Mosca, † 1957)
- Alexandra Roach, attrice britannica (Ammanford, n. 1987)
- Alexandra Shipp, attrice statunitense (Phoenix, n. 1991)
- Alexandra Silber, attrice, cantante e scrittrice statunitense (Los Angeles, n. 1983)
- Alexandra Stewart, attrice canadese (Montreal, n. 1939)
- Alexandra Tydings, attrice statunitense (Washington, n. 1972)
- Alexandra Vandernoot, attrice belga (Uccle, n. 1965)
- Alexandra Wentworth, attrice statunitense (Washington, n. 1965)

## Attrici pornografiche(2)
- Black Angelika, ex attrice pornografica rumena (Bucarest, n. 1987)
- Alexandra Silk, attrice pornografica e regista statunitense (Long Beach, n. 1963)

## Calciatrici(10)
- Alexandra Chidiac, calciatrice australiana (Sydney, n. 1999)
- Alexandra Huynh, calciatrice australiana (Sadleir, n. 1994)
- Alexandra Jóhannsdóttir, calciatrice islandese (n. 2000)
- Alexandra Kerr, calciatrice statunitense (Boston, n. 2001)
- Ali Krieger, ex calciatrice statunitense (Alexandria, n. 1984)
- Alexandra Lunca, calciatrice rumena (Alba Iulia, n. 1995)
- Alex Morgan, ex calciatrice statunitense (San Dimas, n. 1989)
- Alexandra Popp, calciatrice tedesca (Witten, n. 1991)
- Ali Riley, calciatrice statunitense (Los Angeles, n. 1987)
- Alex Scott, ex calciatrice inglese (Londra, n. 1984)

## Canoiste(1)
- Alexandra Barré, ex canoista canadese (Budapest, n. 1958)

## Canottiere(2)
- Alexandra Hagan, canottiera australiana (Bunbury, n. 1991)
- Alexandra Tsiavou, canottiera greca (Igoumenitsa, n. 1985)

## Cantanti(9)
- Alexandra Burke, cantante e attrice britannica (Islington, n. 1988)
- Shura, cantante, compositrice e produttrice discografica britannica (Londra, n. 1988)
- Allie X, cantante canadese (Oakville, n. 1985)
- Alexandra Koniak, cantante greca (Atene, n. 1990)
- Lxandra, cantante finlandese (n. 1996)
- Alma, cantante francese (Lione, n. 1988)
- Andra, cantante rumena (Câmpia Turzii, n. 1986)
- Alexandra Stan, cantante e compositrice rumena (Costanza, n. 1989)
- Alex the Astronaut, cantante australiana (Sydney, n. 1995)

## Cantautrici(4)
- Sasha Alex Sloan, cantautrice statunitense (Boston, n. 1995)
- Alex Lahey, cantautrice e polistrumentista australiana (Melbourne, n. 1992)
- Alex Parks, cantautrice britannica (Mount Hawke, n. 1984)
- Alex Winston, cantautrice statunitense (Bloomfield Hills, n. 1987)

## Cavallerizze(2)
- Alexandra Ledermann, cavallerizza francese (n. 1969)
- Alexandra Simons de Ridder, cavallerizza tedesca (Colonia, n. 1963)

## Cestiste(4)
- Alexandra Bunton, cestista australiana (Lincoln, n. 1993)
- Sandra van Embricqs, ex cestista olandese (Paramaribo, n. 1968)
- Alexandra Leabu, ex cestista rumena (Mediaș, n. 1957)
- Alexandra Müller, ex cestista tedesca (Oettingen in Bayern, n. 1983)

## Comiche(1)
- Ali Wong, comica, attrice e scrittrice statunitense (San Francisco, n. 1982)

## Costumiste(1)
- Alexandra Byrne, costumista britannica (Amounderness, n. 1962)

## Disc jockey(1)
- Alison Wonderland, disc jockey, produttrice discografica e cantante australiana (Sydney, n. 1986)

## Fotoreporter(1)
- Alexandra Boulat, fotoreporter francese (Parigi, n. 1962 - Parigi, † 2007)

## Ginnaste(6)
- Alexandra Agiurgiuculese, ginnasta rumena (Iași, n. 2001)
- Alexandra Croak, ginnasta e tuffatrice australiana (Sydney, n. 1984)
- Alexandra Eremia, ex ginnasta rumena (Bucarest, n. 1987)
- Alexandra Marinescu, ex ginnasta rumena (Bucarest, n. 1982)
- Alexandra Naclerio, ginnasta italiana (Modena, n. 2005)
- Alexandra Raisman, ex ginnasta statunitense (Needham, n. 1994)

## Giocatrici di beach volley(1)
- Alexandra Klineman, giocatrice di beach volley e ex pallavolista statunitense (Torrance, n. 1989)

## Hockeiste su ghiaccio(1)
- Alexandra Carpenter, hockeista su ghiaccio statunitense (Cambridge, n. 1994)

## Hockeiste su prato(2)
- Alex Danson, hockeista su prato britannica (Southampton, n. 1985)
- Sandra Pisani, hockeista su prato australiana (n. 1959 - Adelaide, † 2022)

## Martelliste(1)
- Alexandra Tavernier, martellista francese (Annecy, n. 1993)

## Medici(1)
- Mona Chalmers Watson, medico e nutrizionista britannica (India, n. 1872 - Rolvenden, † 1936)

## Modelle(5)
- Alexandra Braun Waldeck, modella venezuelana (Caracas, n. 1983)
- Alexandra Crandell, modella statunitense (Sacramento, n. 1987)
- Alexandra Ívarsdóttir, modella islandese (Reykjavík, n. 1989)
- Alexandra Kitchin, modella inglese (n. 1864 - † 1925)
- Alexandra Rosenfeld, modella francese (Béziers, n. 1986)

## Musiciste(1)
- Alexandra Patsavas, musicista statunitense (Chicago, n. 1968)

## Nobildonne(2)
- Alexandra Curzon, nobildonna inglese (Londra, n. 1904 - Oxford, † 1995)
- Alexandra Levinton Rosset, nobildonna russa (Odessa, n. 1809 - Parigi, † 1882)

## Nobili(1)
- Alexandra Duff, nobile inglese (Londra, n. 1891 - Londra, † 1959)

## Nuotatrici(5)
- Alexandra Lerman, nuotatrice artistica israeliana (n. 2008)
- Alexandra Putra, nuotatrice francese (Olsztyn, n. 1986)
- Alexandra Stamatopoulou, nuotatrice greca (Romania, n. 1986)
- Alexandra Walsh, nuotatrice statunitense (Nashville, n. 2001)
- Alexandra Wenk, nuotatrice tedesca (Monaco di Baviera, n. 1995)

## Ostacoliste(1)
- Alexandra Ștefania Uță, ostacolista e velocista rumena (Râmnicu Vâlcea, n. 2007)

## Pallamaniste(1)
- Alexandra Lacrabère, pallamanista francese (Pau, n. 1987)

## Pallanuotiste(2)
- Alexandra Araujo, pallanuotista brasiliana (Rio de Janeiro, n. 1972)
- Alexandra Asimaki, pallanuotista greca (Atene, n. 1988)

## Pallavoliste(10)
- Alexandra Botezat, pallavolista italiana (Brăila, n. 1998)
- Alexandra Davenport, pallavolista statunitense (Tyrone, n. 1995)
- Alexandra Frantti, pallavolista statunitense (Highland Park, n. 1996)
- Alexandra Holston, pallavolista statunitense (Olney, n. 1995)
- Alexandra Lazić, pallavolista svedese (Lenhovda, n. 1994)
- Alexandra Malloy, pallavolista statunitense (Dallas, n. 1994)
- Alexandra Oquendo, ex pallavolista portoricana (Guaynabo, n. 1984)
- Alexandra Reid, pallavolista statunitense (Denver, n. 1994)
- Alexandra Rivera, pallavolista portoricana (Mayagüez, n. 1993)
- Alexandra Rochelle, pallavolista francese (Vannes, n. 1983)

## Paroliere(1)
- Ali Tamposi, paroliera e cantautrice statunitense (West Palm Beach, n. 1989)

## Pattinatrici artistiche su ghiaccio(2)
- Sasha Cohen, ex pattinatrice artistica su ghiaccio statunitense (Los Angeles, n. 1984)
- Aleksandra Trusova, pattinatrice artistica su ghiaccio russa (Rjazan', n. 2004)

## Pattinatrici di short track(1)
- Alexandra Danneel, pattinatrice di short track belga (Ostenda, n. 1995)

## Pistard(1)
- Alexandra Manly, pistard e ciclista su strada australiana (Kalgoorlie, n. 1996)

## Pittrici(1)
- Alexandra Nechita, pittrice statunitense (Vaslui, n. 1985)

## Poetesse(2)
- Otilia Cazimir, poetessa e scrittrice rumena (Cotu Vameş, n. 1884 - Iaşi, † 1967)
- Aleksandra Gennadievna Petrova, poetessa e scrittrice russa (Leningrado, n. 1964)

## Politiche(2)
- Alexandra Attalides, politica cipriota (Kakopetria, n. 1958)
- Aleka Paparīga, politica greca (Atene, n. 1945)

## Principesse(2)
- Alexandra, onorevole Lady Ogilvy, principessa britannica (Londra, n. 1936)
- Alexandra di Lussemburgo, principessa lussemburghese (Lussemburgo, n. 1991)

## Produttrici discografiche(1)
- Eartheater, produttrice discografica, compositrice e cantante statunitense (Pennsylvania nord-orientale, n. 1989)

## Psicoanaliste(1)
- Alexandra Wolff Stomersee, psicoanalista russa (Nizza, n. 1894 - Palermo, † 1982)

## Registe(2)
- Alexandra Leclère, regista, sceneggiatrice e dialoghista francese
- Lexi Alexander, regista, sceneggiatrice e produttrice cinematografica tedesca (Mannheim, n. 1974)

## Rugbiste a 15(1)
- Alex Matthews, rugbista a 15 britannica (Camberley, n. 1993)

## Sceneggiatrici(1)
- Alexandra La Capria, sceneggiatrice e attrice italiana (Londra, n. 1966)

## Schermitrici(2)
- Alexandra Avena, schermitrice messicana (n. 1985)
- Alexandra Ndolo, schermitrice tedesca (Bayreuth, n. 1986)

## Sciatrici alpine(15)
- Alexandra Coletti, ex sciatrice alpina italiana (Monte Carlo, n. 1983)
- Alexandra Daum, ex sciatrice alpina austriaca (Sankt Johann in Tirol, n. 1986)
- Alexandra Holzmann, ex sciatrice alpina austriaca (n. 1976)
- Alexandra Kolier, ex sciatrice alpina tedesca (n. 1981)
- Alexandra Krebs, ex sciatrice alpina statunitense (n. 1977)
- Alexandra Mařasová, ex sciatrice alpina ceca (Piešťany, n. 1965)
- Alexandra Meissnitzer, ex sciatrice alpina austriaca (Abtenau, n. 1973)
- Alexandra Gleditsch Melgaard, sciatrice alpina norvegese (n. 2006)
- Alexandra Morallet, ex sciatrice alpina francese (n. 1977)
- Alexandra Munteanu, ex sciatrice alpina statunitense (Brașov, n. 1980)
- Alexandra Probst, ex sciatrice alpina austriaca (n. 1965)
- Alexandra Rexová, sciatrice alpina slovacca (Bratislava, n. 2005)
- Alexandra Shaffer, ex sciatrice alpina statunitense (Aspen, n. 1976)
- Alex Tilley, ex sciatrice alpina britannica (Torphins, n. 1993)
- Alexandra Walz, sciatrice alpina svizzera (n. 1999)

## Sciatrici freestyle(1)
- Alexandra Edebo, sciatrice freestyle svedese (n. 1996)

## Scrittrici(6)
- Alexandra Bracken, scrittrice statunitense (Scottsdale, n. 1987)
- Alex Connor, scrittrice britannica
- Alexandra David-Néel, scrittrice e esploratrice francese (Saint-Mandé, n. 1868 - Digne, † 1969)
- Alex Flinn, scrittrice statunitense (Glen Cove, n. 1966)
- Alexandra Ripley, scrittrice statunitense (Charleston, n. 1934 - Richmond, † 2004)
- Alexandra Schwartzbrod, scrittrice e giornalista francese (Nancy, n. 1960)

## Skeletoniste(1)
- Alex Coomber, ex skeletonista britannica (n. 1973)

## Sovrane(1)
- Alessandra di Danimarca, regina danese (Copenaghen, n. 1844 - Sandringham, † 1925)

## Tenniste(10)
- Alexandra Bozovic, tennista australiana (Sydney, n. 1999)
- Alexandra Cadanțu, tennista rumena (Bucarest, n. 1990)
- Alexandra Dulgheru, tennista rumena (Bucarest, n. 1989)
- Alex Eala, tennista filippina (Quezon City, n. 2005)
- Alexandra Fusai, ex tennista francese (Saint-Cloud, n. 1973)
- Allie Kiick, tennista statunitense (Fort Lauderdale, n. 1995)
- Alexandra Mueller, tennista statunitense (Abington, n. 1988)
- Alexandra Podkolzina, ex tennista statunitense (n. 1985)
- Alexandra Riley, ex tennista statunitense (Filadelfia, n. 1991)
- Alexandra Stevenson, ex tennista e conduttrice televisiva statunitense (La Jolla, n. 1980)

## Teologhe(1)
- Alexandra von Teuffenbach, teologa italiana (Padova, n. 1971)

## Veliste(1)
- Alex Maloney, velista neozelandese (Santa Cruz, n. 1992)

## Velociste(2)
- Alexandra Burghardt, velocista e bobbista tedesca (Mühldorf am Inn, n. 1994)
- Sandie Richards, ex velocista giamaicana (Clarendon, n. 1968)

## Violiniste(1)
- Alexandra Soumm, violinista russa (Mosca, n. 1989)

## Wrestler(1)
- Shanna, wrestler portoghese (Lisbona, n. 1982)

## Senza attività specificata(4)
- Alexandra Ansanelli, ex ballerina statunitense (Manhasset, n. 1980)
- Alexandra Kalinovská, ex pentatleta ceca (Praga, n. 1974)
- Alexandra Manley, contessa danese (Hong Kong, n. 1964)
- Alexandra Mavrokordatou, ottomana (n. 1605 - † 1684)